# Bush Food

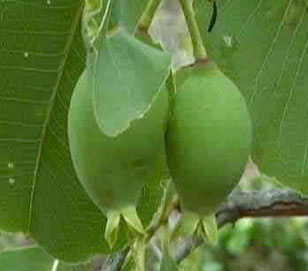
Verglichen mit Orangen enthält die Buschpflaume etwa das 50-fache an Vitamin C

Als Bush Food (Buschessen), auch Bush Tucker genannt, wird in Australien die Nutzung ausschließlich einheimischer Pflanzen und Tiere bezeichnet, wie sie für die traditionelle Küche der Aborigines typisch ist, aber auch für die Pionierzeit der britischen Besiedelung. Einige der Zutaten dieser Ernährung finden sich heute in der modernen australischen Küche wieder.

## Ernährungsweise der Aborigines
Die Ernährung der Aborigines war nahrhaft und vielfältig. Sie verfügten über ein enzyklopädisches Wissen von Tieren und Pflanzen in ihrer Umwelt und ihre saisonale Veränderung. Die herrschende Vorstellung, dass sie in präkolonialer Zeit den Kontinent in Not nach Essbarem durchstreiften, ist nicht haltbar. Jeder Clan lebte in einem genau festgelegten Gebiet und besaß ein Wissen über die Ressourcen des eigenen Territoriums und lediglich beschränktes Wissen über das sie umgebende Land. Erst im Laufe der britischen Kolonisierung geriet die indigene Bevölkerung in Not, litt an Hunger und Mangel an Trinkwasser und war von der Ausrottung bedroht. Aborigines beeinflussten auch die Vegetation in ihren Stammesgebieten durch gezielte und kontrollierte Buschfeuer, in dem sie kleine Brände in abgegrenzten Flächen anlegten und dadurch in begrenztem Ausmaß die Natur kontrollierten. Ihnen war bekannt, dass das Land weniger Wachstum erzeugt, wenn es nicht kontinuierlich abgebrannt wird.
Sie kannten den Lebenszyklus der Meeres- und Landtiere, die sie auch danach unterschieden, ob sie als Nahrung oder Totemtiere dienten. Die Habitate, in denen sie leben und lebten reichten vom subtropischen Regenwald bis zur tropischen Küste, vom Buschland bis zur Wüste, von gemäßigten Klimazonen bis zu den schneebedeckten Bergen. Sie nutzten die Lebens- und Heilmittel, die ihre Umwelt je nach Region hervorbrachte. Dieses Wissen wurde von den europäischen Kolonisten nicht genutzt, sodass viele von ihnen neben Quellen verdursteten oder unter samenführenden Bäumen und neben essbaren Pflanzen erkrankten – beispielsweise an Skorbut – und verhungerten, weil sie sich nicht auskannten. Die Kolonisten verabscheuten die Nahrungsgewohnheiten der indigenen Bevölkerung und erhielten deswegen keinen Einblick in ihre Kenntnisse und Erfahrungen. Nur zögerlich probierten sie das einheimische Nahrungsangebot aus. Da es vor der Landnahme durch die Europäer in Australien sowie Tasmanien weder Ackerbau noch Viehzucht und außer dem Dingo, einem Haushund, auch keine Haustiere gab, waren die Ureinwohner Australiens allesamt Jäger und Sammler. Das Jagen und Sammeln war Tradition und bildete die Verbindung zum Land. Die Werkzeuge, die sie zum Jagen und Sammeln brauchten, wurden aus regionalen Gesteinen, Hölzern oder Pflanzen angefertigt. Für Bumerangs wurde Hartholz verwendet und Fischnetze wurden aus Pflanzen geflochten. Wurden Tiere erlegt, die ein Clan nicht allein verzehren konnte, so lud man andere Clans zum Essen ein.
Im Zuge der Kolonisierung durch die Europäer wurden die Aborigines nicht nur verdrängt, sondern ihrer Lebensgrundlagen beraubt, ihre bisherigen Wasser- und Nahrungsquellen verringerten sich aufgrund der extensiven Bewirtschaftung der neuen Siedler oder versiegten ganz. Sie mussten ihre Ernährung an die Kolonisten anpassen und verließen teilweise ihre Stammesgebiete. Erst seit den 1980er Jahren setzte ein Wandel ein, der auch darauf zurückzuführen ist, dass Aborigines wieder vermehrt in ihre lokale angestammten Gebiete zurückkehrten. Parallel dazu gab es eine weltweite Bewegung, die sich auf die Verwendung lokal wachsender Lebensmittel rückbesann. Darauf reagierten beispielsweise das Gesundheitsministerium des Northern Territory mit Buschernährungsprogrammen und die Universität Sydney untersuchte seinerzeit Nahrungsproben hinsichtlich enthaltener Vitamine, Spurenelemente, Eiweiß- und Fettgehalte. In den 1990er Jahren war die Macadamia-Nuss das einzige Bush-Food-Produkt, das überregionale Bedeutung erringen konnte. Bis 2009 hatte sich die Zahl auf elf überregionale Produkte gesteigert. Im Jahr 2019 waren von den 6.500 essbaren Pflanzen in Australien 13 als Bush-Food-Pflanzen entsprechend dem Food Standards Australia New Zealand (FSANZ) für den nationalen und internationalen Handel zertifiziert. Andererseits hat sich das Angebot von Bush Food auch im australischen Online-Handel, in Lebensmittelmärkten und Restaurants deutlich erhöht.

### Wassertiere

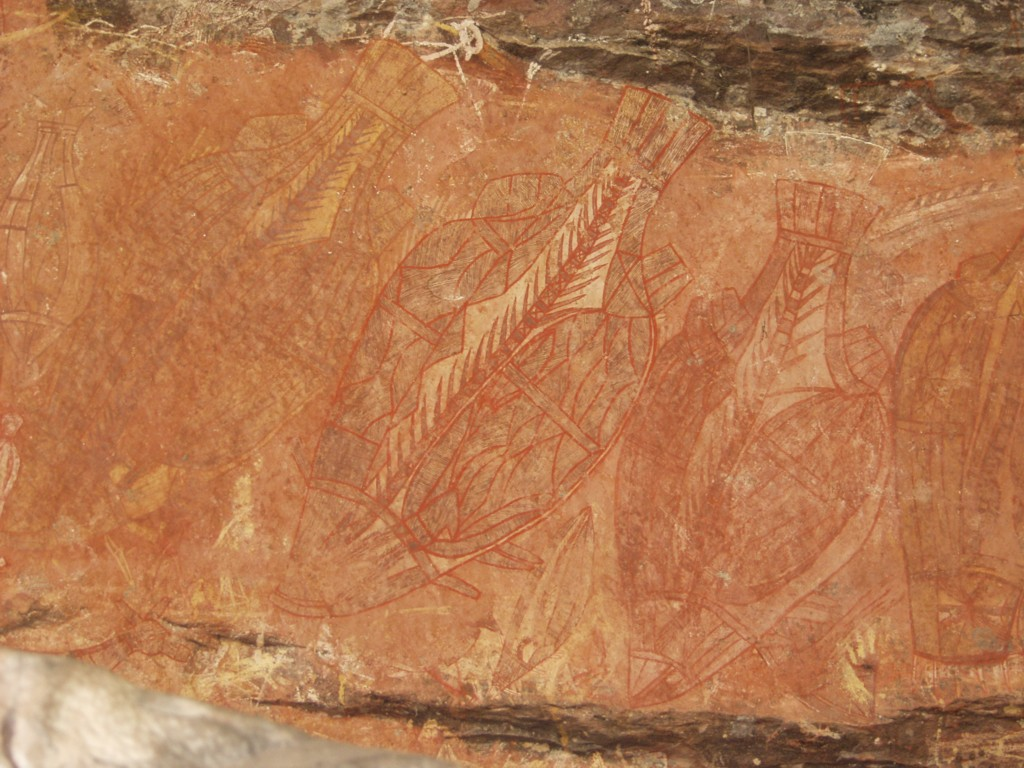
Barramundi, dargestellt im Röntgenstil, einem historischen Kunststil der Aborigines im Kakadu-Nationalpark

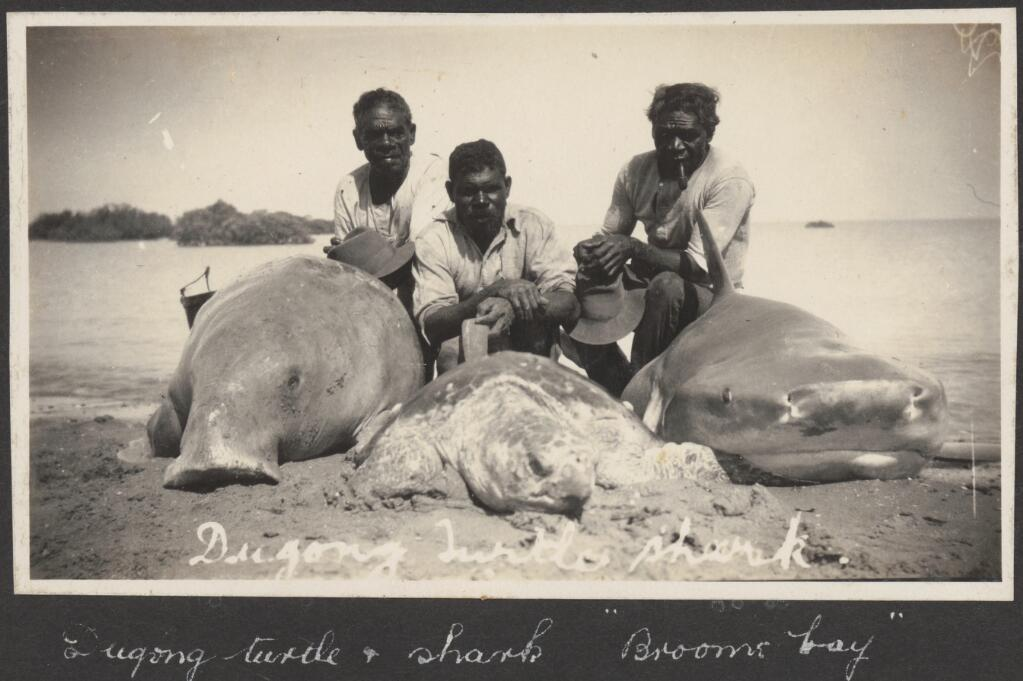
Aborigines, die Dugong, Schildkröte und Hai erfolgreich erlegten (Brome, Western Australia im Jahr 1926)

Fische gehörten zu den wichtigsten Eiweißquellen der Aborigines, sie wurden sowohl an der Küste als auch im Landesinneren mit Speeren gejagt. Die weitverbreiteten Fische sind Barramundis, Meeräschen, Catfisch, Haie, Barrakudas, Sägefische, Napoleonfische, Schnapper (Lethinus nebulosus), Zackenbarsche, Frauenfische, Makrelen, Sardinen, Brassen, Stachelmakrele und Halbschnabelhechte. Sie wurden mit Netzen, Speeren gefischt, die Speere wurden je nach Einsatzzweck mit zwei bis sechs Spitzen an der Spitze und einem leichten Schaft verwendet. Kanuspeere hatten jedoch lediglich eine geschärfte und gehärtete Spitze. Ein Aboriginesstamm bildete eine Ausnahme, weil er mit einer Aquakultur Fischfang betrieb. Es waren die Gunditjmara, die in der Umgebung des Lake Condah ein ausgeklügeltes System einer Aquakultur mit Steindämmen vor etwa 8.000 Jahren aufbauten, um das Wasser in diesen Gebieten in den Sümpfen zurückzuhalten, wo sie Aale und andere Fische züchteten. Hier fingen die Frauen die Fische mit Körben ein.
Oft wurden die Fische in natürliche oder künstlich angelegte Becken und Einfriedungen getrieben oder im seichten Wasser mit Speeren aufgespießt oder mit Netzen gefangen; war dies nicht möglich, nutzte man Kanus. Auch Tauchen und Unterwasserspeeren wurde betrieben, wenn das Wasser klar genug war. Größere Fische wie etwa Stachelmakrelen wurden ausgenommen und – auf dem Rücken liegend – auf bzw. zwischen heißer Holzkohle gebraten. Barramundis wurden entweder direkt oder in Rinden von Myrtenheiden eingepackt auf Holzkohle gelegt. Seit den 1990er Jahren werden in Feinschmecker-Restaurants auch in Rinden eingepackte Barrmundis ins Speiseangebot aufgenommen. Sehr große Fische wurden dagegen auch langsam in Erdöfen gegart. Sehr kleine Fische wurden hingegen einfach auf die Kohle oder in heiße Asche gelegt. Gesammelte Süßwassermuscheln wurden an Ort und Stelle geöffnet und roh gegessen.
Dugongs wurden entweder mit Netzen oder Speeren gejagt. Wale wurden nicht gejagt, sondern als Beute verwertet, wenn sie gestrandet waren. Meeresschildkröten wurden wie die Dugongs erlegt und ihre Eier gesammelt. Beim Garen wird der Dotter der Schildkröteneier fest und das Eiweiß flüssig, sie wurden auch roh verzehrt. Große Schildkröten wurden zubereitet, indem man ihnen die Kehle an der harten Brustplatte durchtrennte, die Innereien, die Leber und das vorhandene Fett entnahm. Auf ein großes Feuer legten die Aborigines Steine und Tonklumpen, die, nachdem sie erhitzt waren, in die Bauchhöhle eingelegt wurden. Die Öffnung am Hals der Schildkröte verschloss man mit djila-Blättern, die dem Fleisch eine besondere Note gaben. Die Schildkröte wurde senkrecht in den Sand aufgestellt und das Fleisch im Inneren garte zwei Stunden. Die vorher entnommene Leber, Innereien und die Eier wurden während des Kochvorgangs verspeist.
Muscheln wurden auch am Rand eines Feuers gekocht und sobald der Inhalt zu schäumen begann, aufgenommen, um so zu verhindern, dass die Schalentiere zerkocht oder zäh wurden. Kegelschnecken wurden mit der Öffnung nach oben in die Feuer gelegt und entnommen sobald die Schneckenschale sehr heiß war. Krebse wurden zu bestimmten Jahreszeiten gesammelt und sofort nach dem Fang auf ihrem Panzer auf die Feuer gelegt und nachdem sie sich orange verfärbten verspeist. Dass die Stämme der Aborigines an der Küste sich zu einem hohen Anteil von Muscheln und Austern ernährten; lässt sich noch heute an unzähligen Muschelschalenhügeln an den Küsten Australiens nachweisen, die üblicherweise eine Höhe von etwa zwei Meter erreichten, eine Ansammlung erreichte sogar eine Höhe von 16 Meter.

### Wildtiere

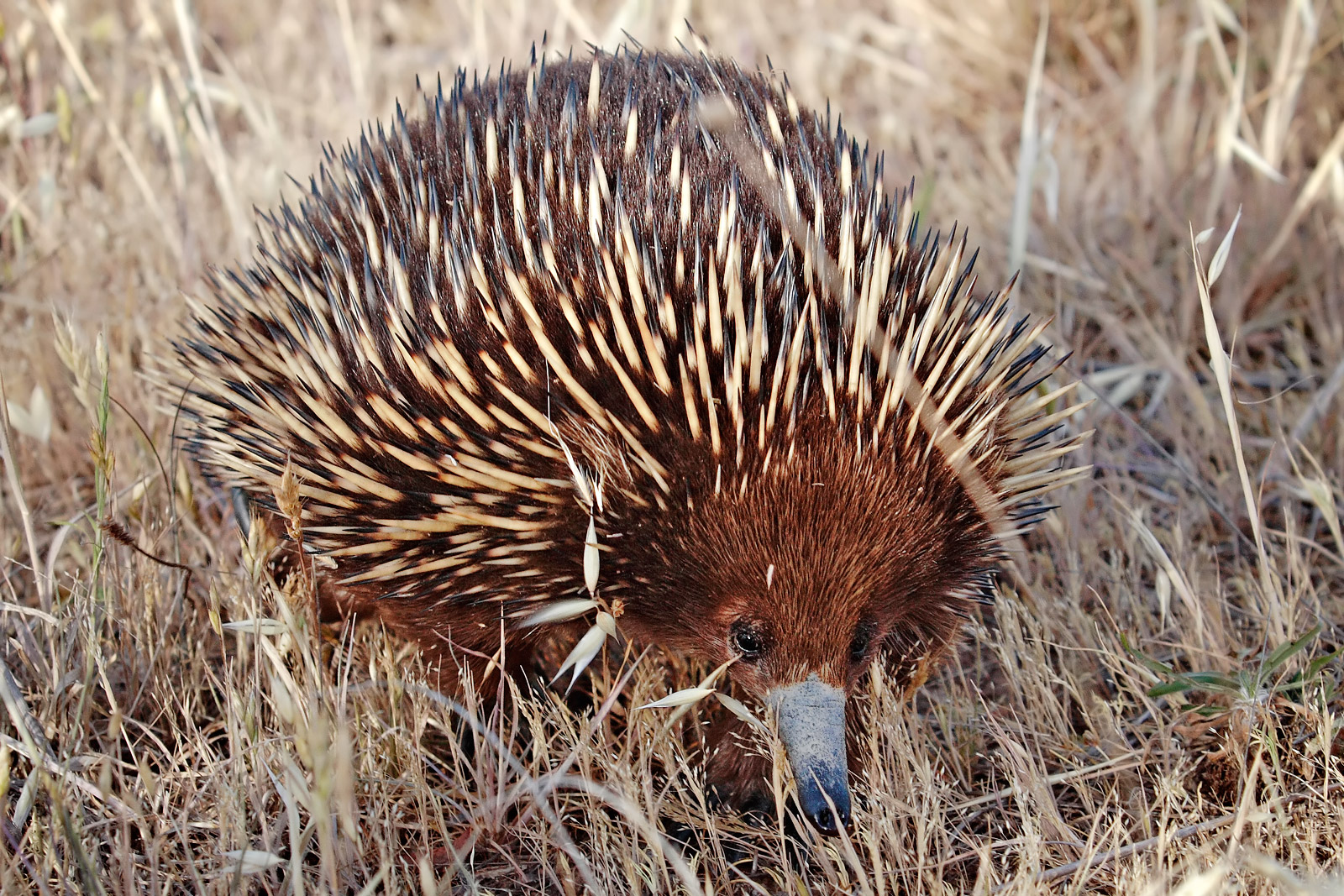
Kurzschnabeligel

In Australien wurden fast alle Tiere gejagt und gegessen, es waren dies vor allem Kängurus, Wallabys, Bergkängurus, Emus, Dingos, Eidechsen, Schnabeligel, Bandicoots, Wombats, Fleckenbeutelmarder, Opossums, Flughunde, Beutelmulls und auch Vögel wie Buschhühner, Kakadus, Eulen, Keilschwanzadler, Würgerkrähen, Krähen, Enten und auch Schlangen. Die Jagd ist für die Aborigines mit ihren Traditionen und ihrer Traumzeit verbunden. Das Töten, das Garen und Verteilen des gejagten Fleisches ist mit den Regeln verbunden, die die Schöpfungswesen vorgeben. Für die Jagd auf größere Wildtiere wie Emus, Wombats und Kängurus waren ausschließlich die Männer zuständig; auch die Zubereitung großer Tiere war Männersache. Beispielsweise wurde das Fell eines erlegten Kängurus zunächst in den Flammen abgesengt und dann ins Feuer gelegt, war der Tierkörper in den Flammen entsprechend angeschwollen, wurde er entnommen, ausgeweidet und die Fellreste mit scharfen Werkzeugen abgeschabt. Erst wenn sich genügend heiße Holzkohle und Asche mit der entsprechenden Temperatur gebildet hatte, wurde der Körper wieder hineingelegt, nach 20 Minuten gewendet und gargekocht. Große Tiere wie Wallabys werden mit der gleichen Methode gegart, allerdings bleibt das Fleisch in großen Bereiche roh und blutig; ist aber erhitzt. Dieses nur in Teilen gegarte Fleisch gilt als Delikatesse.
Tiere wurden in verschiedenen Stammesgebieten der Aborigines auch in Erdofen gedämpft. Die Gruben waren etwa 90 cm lang und 60 cm breit, in denen Feuer entfacht wurde. In das brennende Holz wurden Lehmklumpen gelegt, die glühend mit Zangenstöcken wieder entfernt wurden, anschließend wurde die Grube ausgefegt und mit grünen Blättern oder Gras ausgekleidet. Kleinwild wie Opossums wurde mit grünem Gras bedeckt und darauf die Tonklumpen gelegt. Nach diesem Vorgang wurde die Grube mit der ausgegrabenen Erde gefüllt und das darin befindliche Fleisch wurde gedämpft. In den Gruben wurde auch in Rinden eingelegtes Fleisch und Gemüse gedämpft.

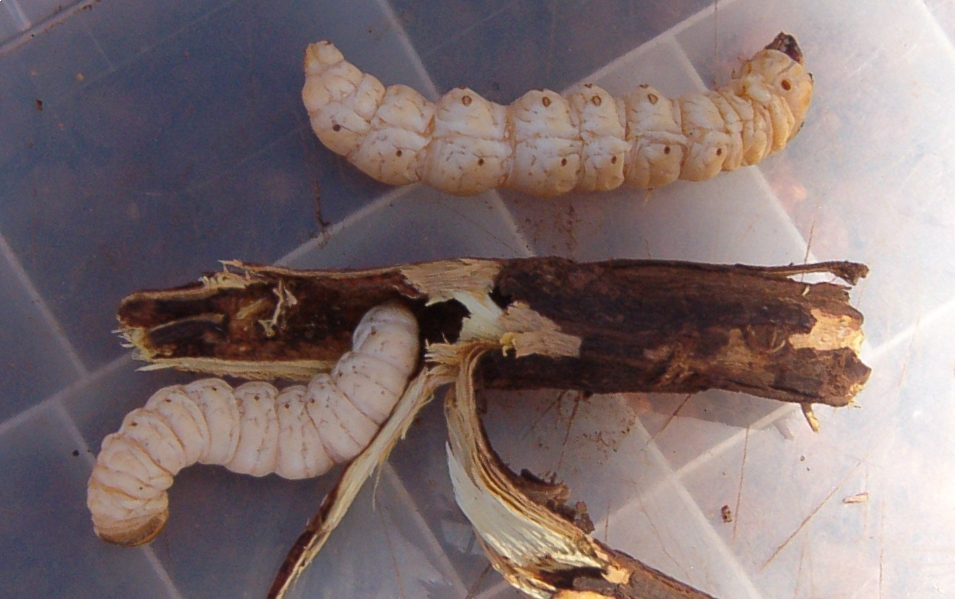
Witchetty-Maden waren bei den Aborigines seit jeher eine gesuchte Delikatesse und sind es noch heute.

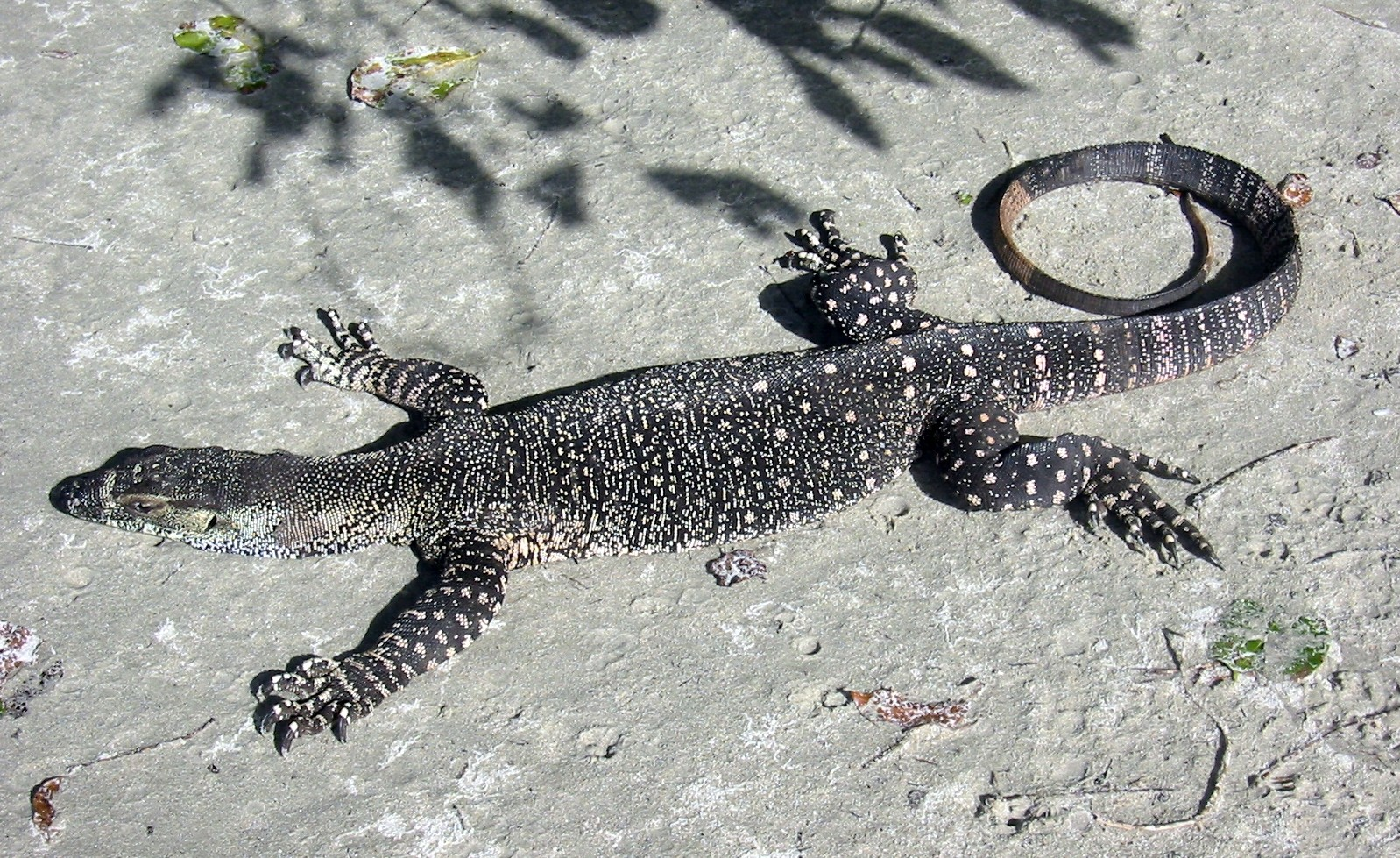
Der gemeine australische Goanna

Kleine Tiere wie Warane (genannt Goannas), Eidechsen, Schildkröten, Schlangen oder Larven von Insekten wurden entweder en passant erbeutet oder von Frauen und Kindern systematisch gesucht. Diese kleinen Tiere wurden fast immer in heißer Asche gegart.
Die Aborigines jagten auch Wasservögel wie Gänse, Enten, Ibisse, Brolgakraniche und Pelikane in der Nähe von Billabongs und Sümpfen. Im Südosten Australiens wurden Netze über die Billabongs gespannt, die Wasservögel wurden aufgeschreckt und sie verfingen sich in den Netzen. Bumerangs wurden in Vogelschwärme geworfen, die einzelne Vögel entweder betäubten oder töteten. Die großen Vögel wie Ibiss, Brolgakranich und Pelikan wurden in Erdöfen zubereitet.

### Insekten und Maden

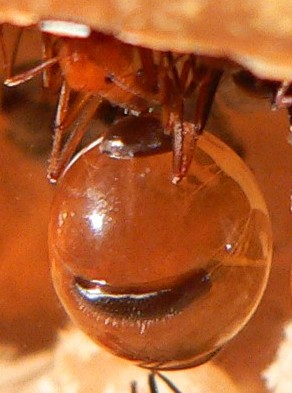
Honigtopfameise

Eine weitere Proteinquelle, die die Aborigines mit großem Genuss verzehrten, waren essbare Insekten und Maden. Vielfach angenommen wird, dass die Aborigines Insekten und Maden nur als Notnahrung verspeisten. Dies ist keineswegs der Fall, denn viele davon wurden vor allem mit großem Vergnügen verzehrt. Beliebt waren und sind die Witchetty-Maden, die sogar in manchen Supermärkten verkauft werden. Die großen Maden, die bis zu 10 cm lang und 2 cm dick werden können, befinden sich in den Oberflächenwurzeln des Witchetty Bush (Acacia kempeana) und wurden früher mit Grabstöcken ausgegraben und aus den Wurzeln entnommen, heute geschieht dies mit Brecheisen. Sie schmecken nach Mandeln, haben eine knusprige Haut, nachdem sie aus der Asche entnommen worden sind, das Innere ist dann fest und hellgelb. Weitere Raupen, die weiß, fett und essbar waren, wurden früher in Victoria, Tasmanien und Queensland verspeist. Sie sollen ebenfalls wie Witchetty-Maden schmecken.
Die Aborigines, die im Südosten Australiens lebten, sammelten Schmetterlinge der Bogong-Falter, die dorthin zu Millionen kommen, um sie zu verspeisen. Nach dem Fangen wurden sie entweder roh gegessen oder in heißer Asche gerollt, in einer Netztasche gesiebt, sodass die Flügel und Köpfe abgetrennt wurden. Danach blieb nur ein kleines Stück Fleisch übrig, das so groß wie ein Weizenkorn war und angenehm süß und nach Walnüssen schmeckt.
Die Honigtopfameisen sammeln, um Dürrezeiten zu überleben, Honigtau und Nektar von Blattläusen und Blattflöhen und verfüttern sie an andere Arbeiterinnen. Die aufgeblähten und hilflosen Arbeiterinnen leben in unterirdischen Stollen. Diese Honigameisen sammeln Frauen im zentralen Australien, indem sie tief graben müssen, denn die Stollen erreichen eine Tiefe von 1,8 bis 2,4 Meter.

### Pflanzennutzung
Die nachfolgend dargestellten Pflanzen stellen lediglich eine Auswahl der essbaren Pflanzen dar, die die indigene Bevölkerung Australiens nutzt und genutzt hat. Daneben wurde Wert auf die Bedeutung, Verwendung und unterschiedliche Zubereitung gelegt.

#### Früchte

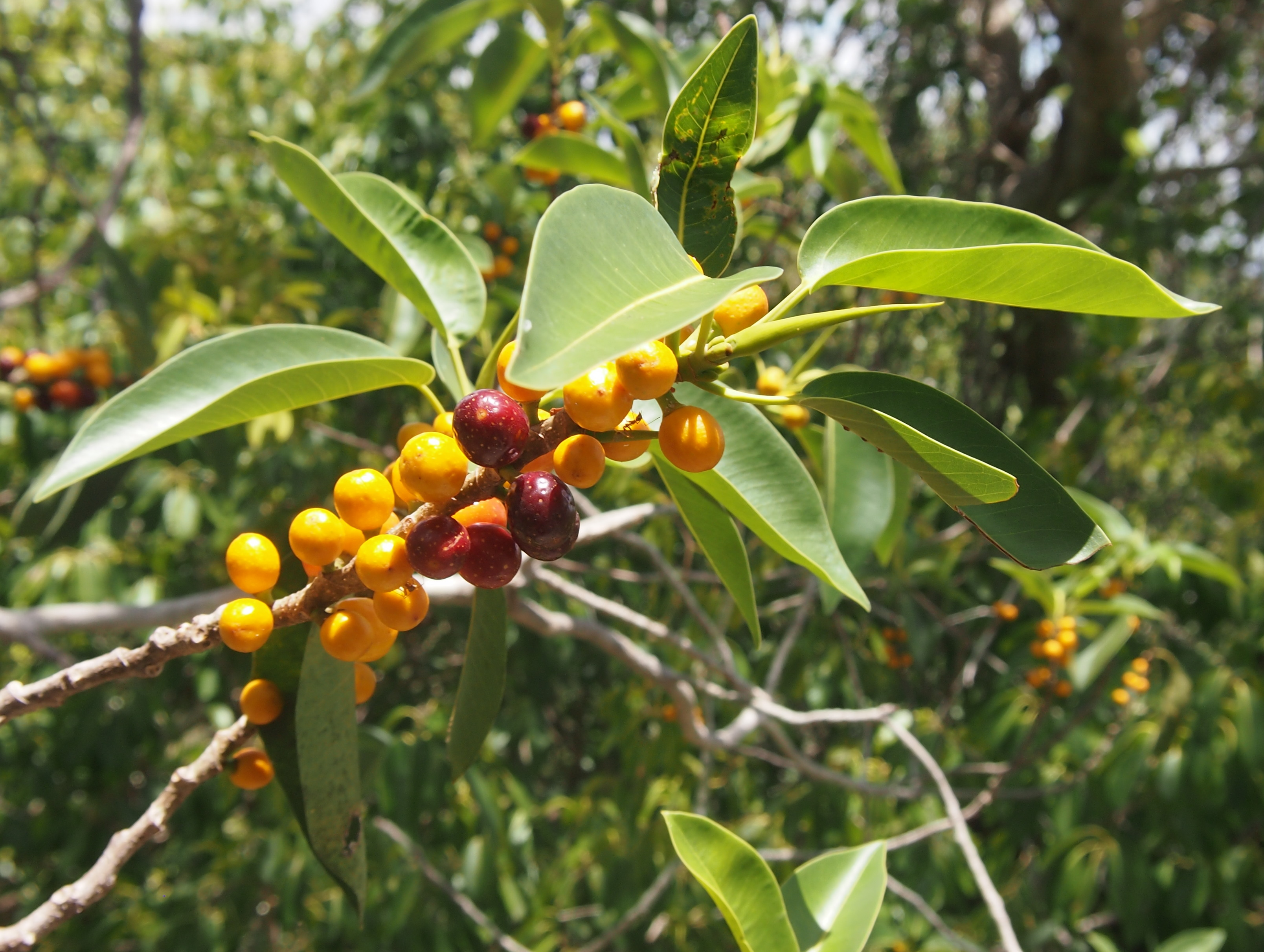
Desert Fig

Hunderte Fruchtsorten wachsen an australischen Bäumen, Gebüschen und Kletterpflanzen, die essbar sind und eine Abwechslung in die Kost der Aborigines brachten. Allerdings ist lediglich eine geringe Anzahl davon als süß und schmackhaft zu bezeichnen, wie man dies in Europa durch den Genuss von Mango, Ananas und Papaya kennt. Die Aromen der Früchte sind eher bitter, herb und haben einen hohen Säureanteil. Durch die eingewanderten Europäer erhielten sie aufgrund ihrer Farbe oder Form oft Namen wie Apfel, Pfirsich, Pflaume oder Kirsche, obwohl sie nicht zu diesen Arten zählen. Insbesondere im Südosten Australiens eignen sich zahlreiche Früchte zum Herstellen von Marmelade, Gelee und Sommergetränken. Regional stark genutzte Pflanzen waren und sind: im Norden von Queensland vor allem Parinari nonda, in den Wüstengebiete Quandong (Santalum acuminatum) und im nordwestlichen Australien bis in den Osten des Arnhem Land die Wild Plum (Terminalia ferdinandiana).
Die Kletterpflanze Desert Banana (Leichhardtia australis), die nach dem deutschen Entdecker Ludwig Leichhardt benannt ist, wächst in Felsspalten an trockenen Flussbetten in Spinifex-Gebieten. Ihre jungen Hülsen und Blüten werden roh, reife Hülsen entweder alleine oder mit anderem Gemüse gegart. Sie schmecken wie zähe Zucchini mit leichtem Kürbis- und Bohnengeschmack.

Australische Buschtomate (Solanum centrale)
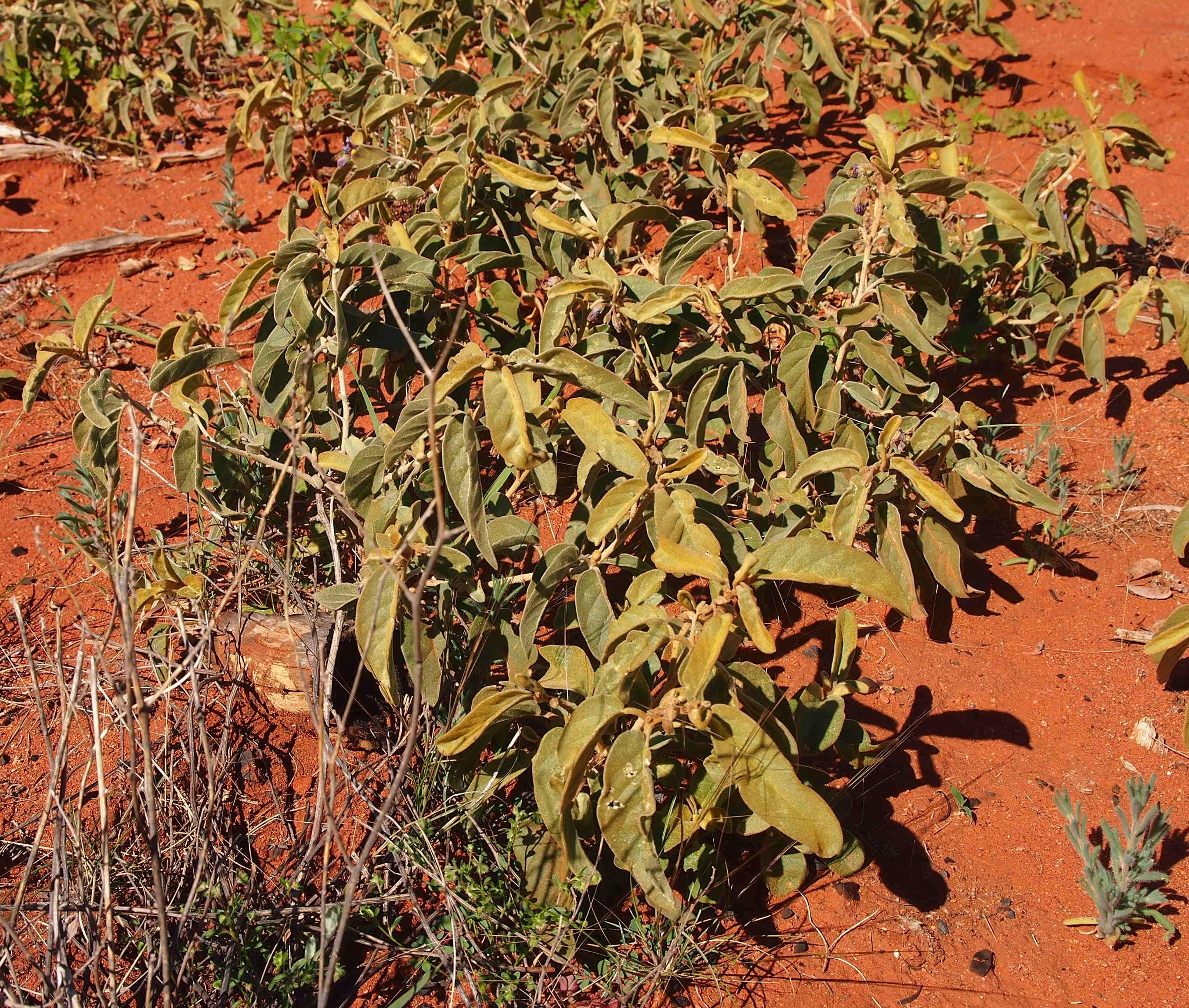
Pflanze
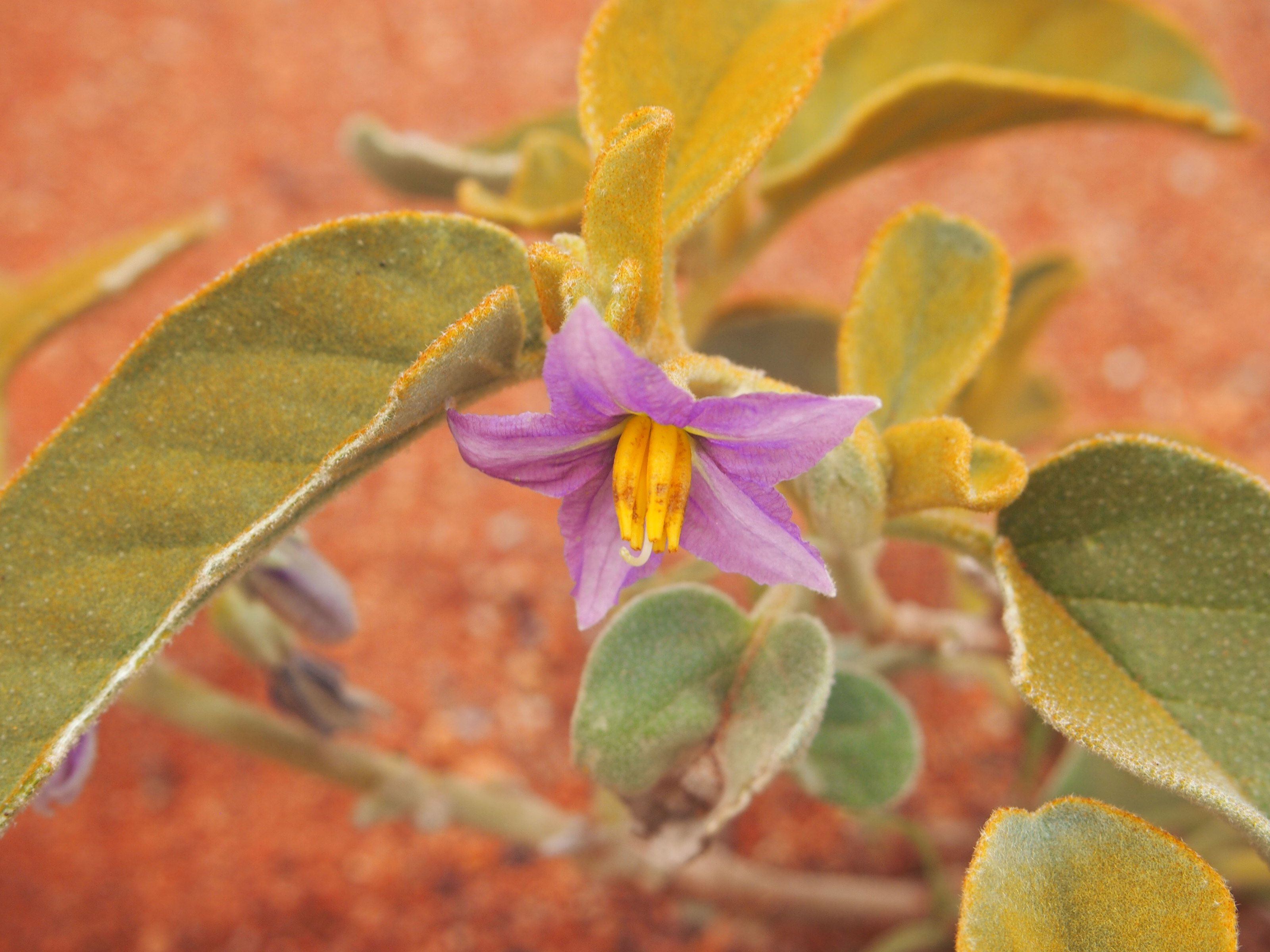
Blüte
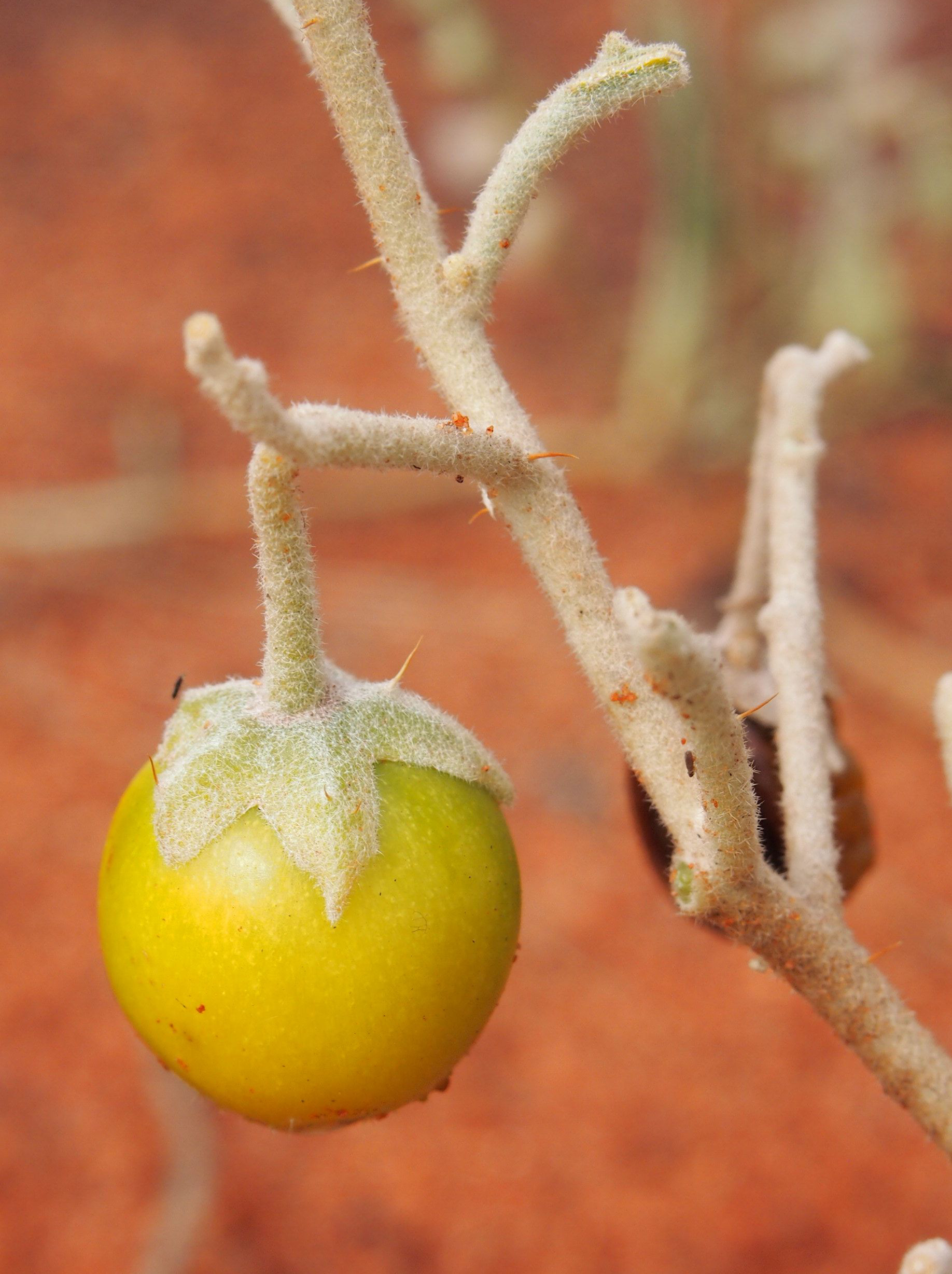
Frucht

Es gibt mehrere Arten von Solanum wie die Buschtomate (Solanum centrale), die im Northern Territory sowie in den angrenzenden Gebieten South Australias und Western Australias wachsen. Reife Buschtomaten sind grün, sie werden getrocknet und zusammen mit Wasser auf einem Reibestein zerrieben und anschließend wird die braune samenhaltige Masse zu kleinen Kugeln geformt und getrocknet. Die Wild Desert Orange (Capparis michelli) wächst in Wüstengebieten und stellt ausreichend Vitamin C und Thiamin zur Verfügung. Feigen wurden von fast allen Aborigines verspeist, beispielsweise die Desert Fig (Ficus platyoda), die in ariden Gegenden von Western Australia bis New South Wales wächst, bildet Früchte, die bei der Reife rot, braun und orange werden. Sie werden roh gegessen und haben einen hohen Eiweiß- und Fettgehalt. Der Nonibaum oder Cheese Fruit (Morinda citrifolia) bildet eine Frucht, die im Arnhem Land wächst und große weiße Früchte bildet. Die weiße Frucht riecht und schmeckt nach Roquefort-Käse und wird von den Aborigines auch zu medizinischen Zwecken verwendet. Die begehrten Früchte des Quandong oder Native Peach (Santalum acuminatum) schmecken süß, können sofort verzehrt oder getrocknet und anschließend gelagert werden. Die ölhaltigen Kerne können entweder roh gegessen oder sie werden zerstampft werden und dienen anschließend als kosmetisches Hautpflegemittel. Die Arten der Gattungen Acmena und Syzygium bilden Sträucher oder Bäume, die im East Gippsland und im Süden des Wilsons Promontory und am Rande der Regenwälder und an der Küste bei Lismore wachsen. Die Beeren schmecken etwas säuerlich und werden roh gegessen.

#### Grüngemüse

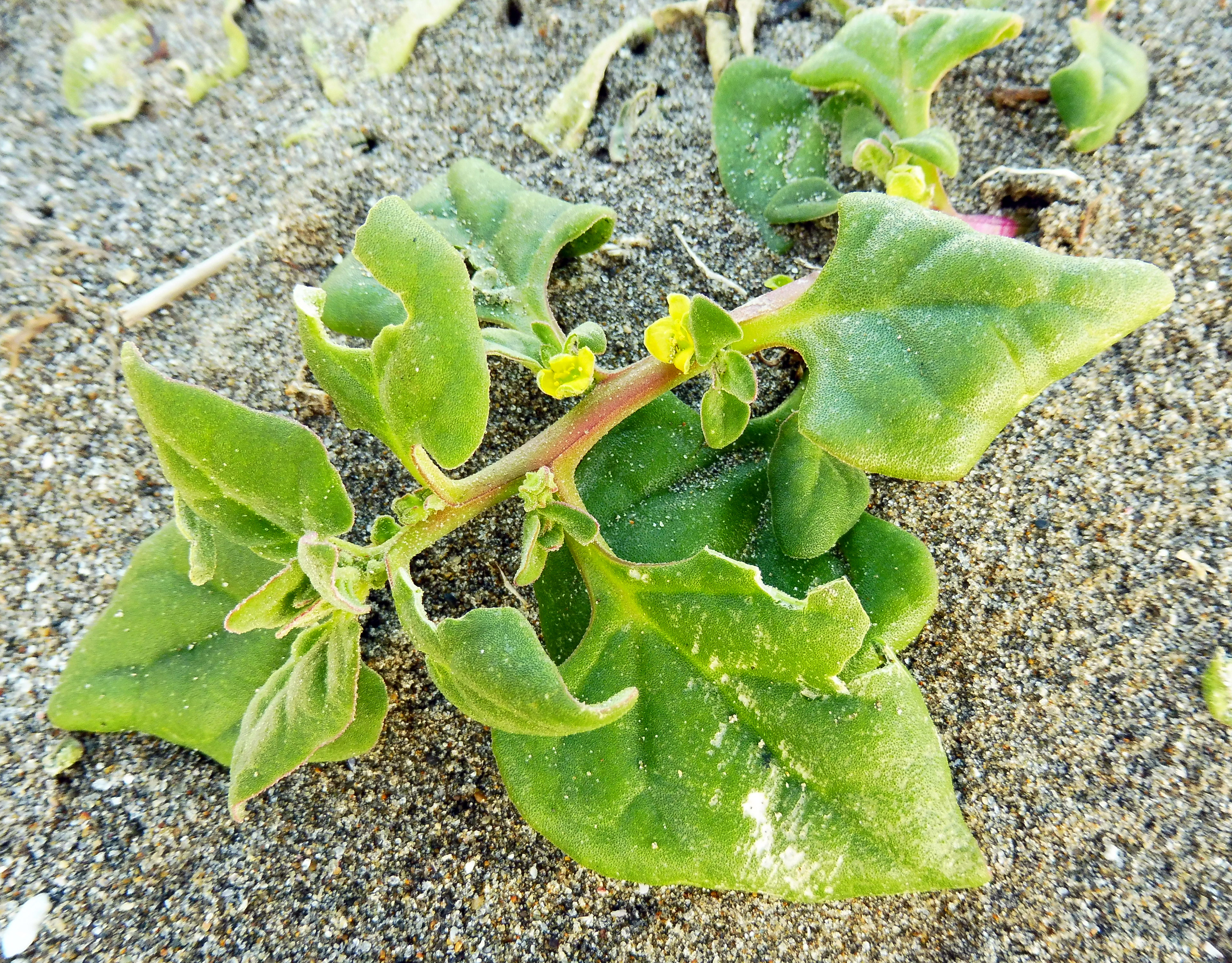
Botany-Bay-Spinat

Die Aborigines aßen traditionell wenig Grüngemüse. Wichtige Gemüsesorten waren die Spitzen und die Herzen verschiedener Arten von Palmen der Gattung Archontophoenix und Baumfarne, ferner auch die Stängel, junge Triebe und Sproßkollen von Riedgräsern und Binsen. Die jungen Spitzen und Triebe der Rohrkolbengewächse der Tyhra nutzten die Bewohner der Marschlands im Südwesten Australiens und des Murray-Darling-Flusssystems in New South Wales. Die jungen Pflanzen des Botany Bay Spinach (Tetragonia tetragonoides) aßen die Aborigines roh, aber auch gegart. Diese Spinatart war eine der wenigen lokalen Pflanzen, die die europäischen Passagiere der First Fleet aßen. Schnellwachsender Portulak wurde geerntet und die ganzen Pflanzen einschließlich Blätter und Stängel wurden zu einem grünen Brei zerrieben. Aus dem wurden kleine Kugeln gerollt, die unverzüglich verzehrt wurden. Vom Grasbaum (Xanthorrhoea) werden in Victoria und New South Wales die basalen Blätter und Triebe roh verzehrt, heute steht die Pflanze unter Naturschutz. Baumfarne wachsen in Australien an Wasserläufen und in Regenwäldern, wobei die Spitze roh als Salat oder gegart verspeist wird. Das Palm Heart (Livistona benthamii) wird vor allem in Nordaustralien geerntet, wobei das Palmenherz von Palmen ab einer bestimmten Höhe verwertet wird. Es gibt weitere Palmen, die als Grüngemüse genutzt werden. Auf der Kap-York-Halbinsel werden die sogenannte Hypokotyl verwendet, es sind zusätzliche Wurzelansätze an Mangrovenbäumen, die sich während der tropischen Gezeitenzonen bilden. Die Hypokotyl werden an die Küste gespült, wo aufgesammelt und als Grüngemüse verwendet werden. Sie können allerdings erst nach einer aufwendigen Vorbehandlung verzehrt werden, da sie viel Tanninsäure enthalten, das ausgeschwemmt werden muss. Die Hypokotyl werden im weiteren Ablauf gebacken und danach von der Haut befreit, um sie zu Brei zu zerstampfen und in Wasser einzuweichen. Um das Wasser zu entfernen, wird die Masse passiert und erneut gegart.

#### Samen

Samen
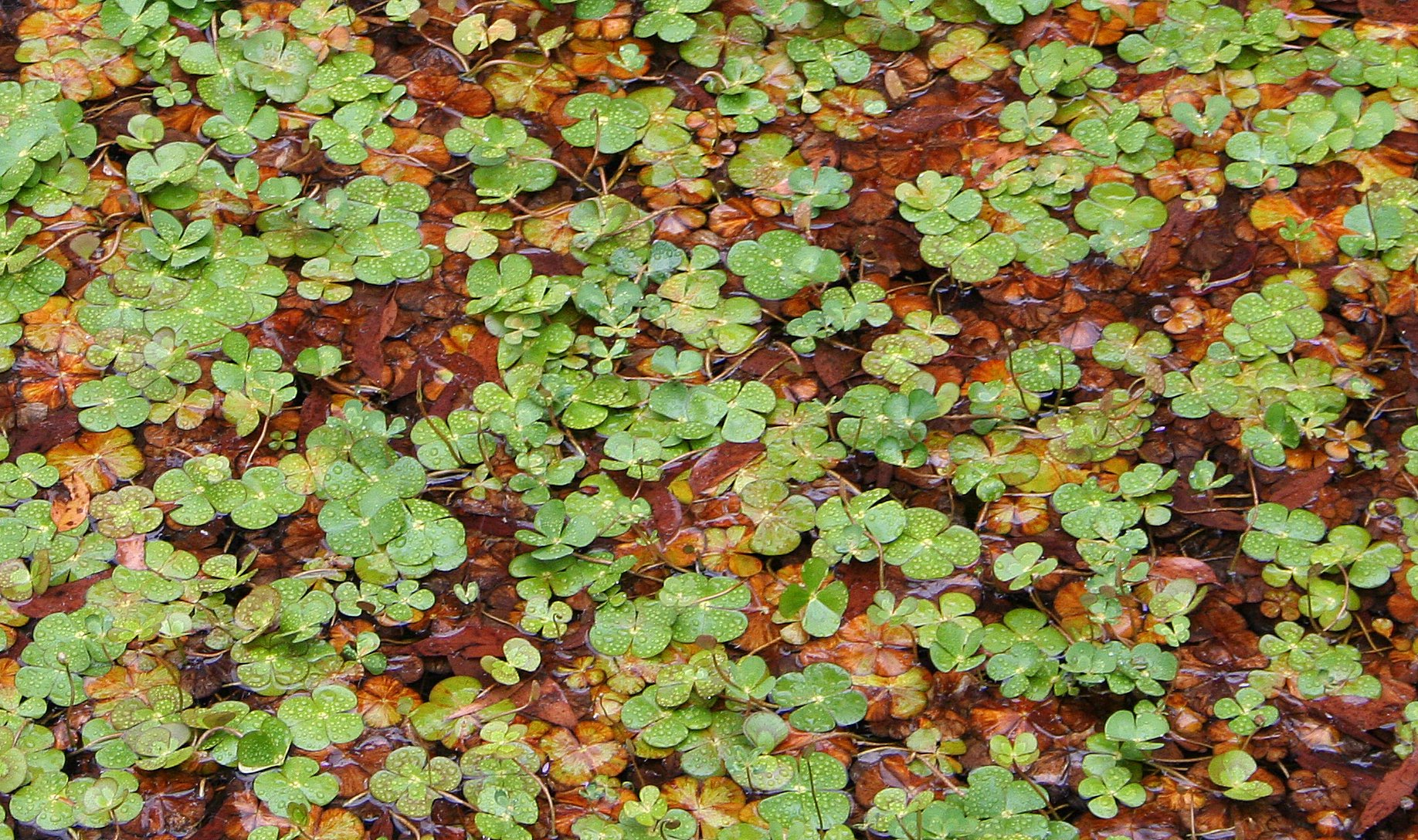
Nardoo
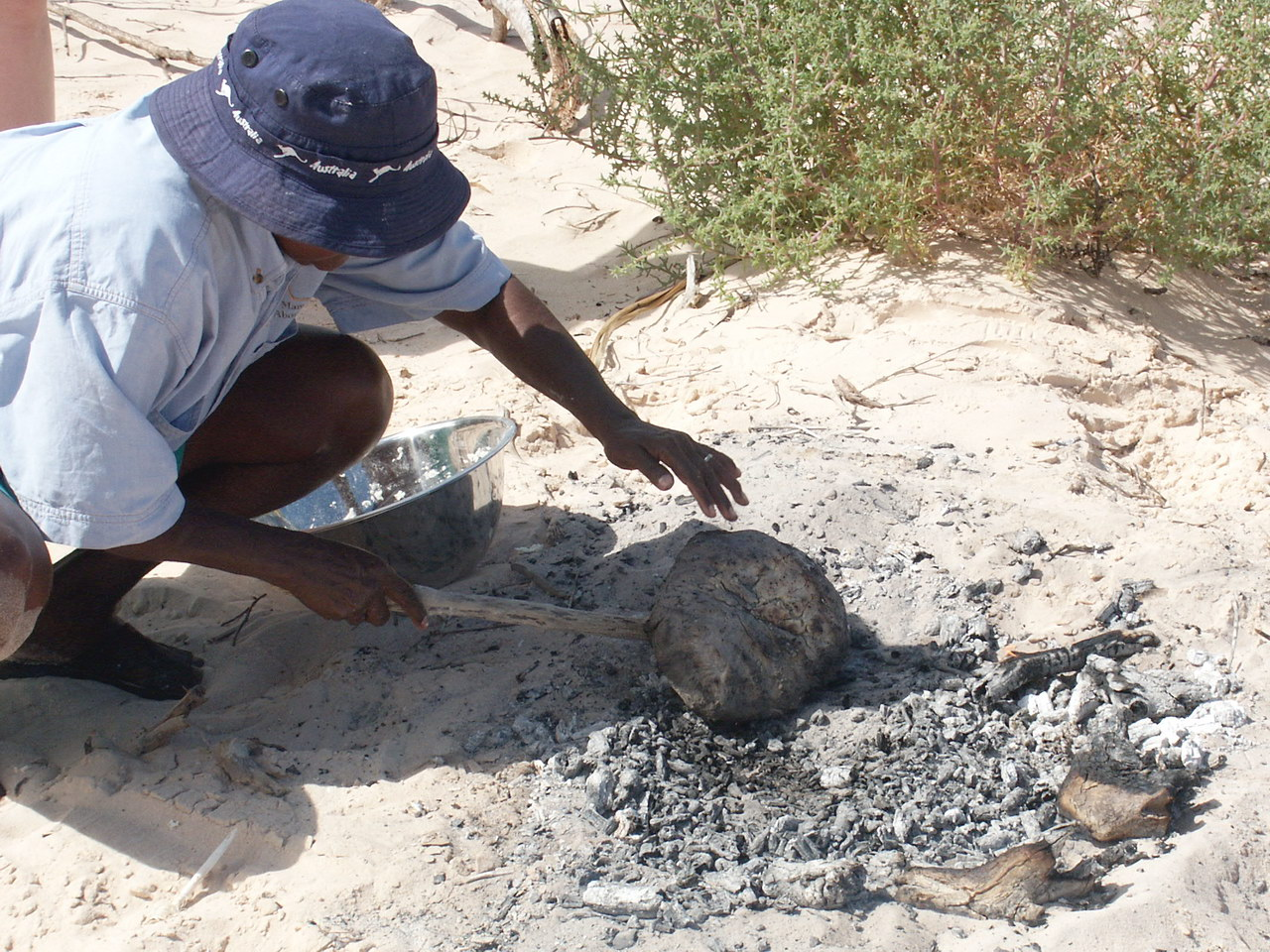
Damper

Es wurden nicht nur Tiere und Fische, sondern auch Pflanzen an Feuern unter Verwendung von Holzkohle von den Aborigines zubereitet. Beispielsweise ist Nardoo (Marsilea drummondii) eine Pflanze, die das ganze Jahr über in Australien entweder im Schlamm oder im Wasser wächst und während des ganzen Jahres kleine Samenschalen produziert. Diese wurden zuerst gebraten und anschließend zu einem groben gelben Mehl gemahlen, das gesiebt wurde, bevor sie Wasser hinzufügten und daraus einen Teig formten, der zu einem „Nardoo Cakes“ auf Holzkohlen gebacken wurde. Die Entdeckungsreisenden Burke und Wills ernährten sich im Jahr 1861 – nah am Hungertod – mit Nardoo, das ihnen lokale Aborigines übergeben hatten. Sie erhitzten die Pflanzen in dem erforderlichen ersten Zubereitungsvorgang nicht, dadurch wird das Enzym Thiaminase in der Pflanze nicht zerstört und Vitamin B1 abbaut. Es wird daher angenommen, dass sie deswegen starben.
Damper ist der von Aborigines und Europäern benutzte Name für Bush bread, das auf heißen Aschen gebacken wird. Um dieses Brot zu backen, verwendeten die Aborigines im Zentrum des Kontinents allein etwa 45 Wildsamen, beispielsweise Samen von Mulga. Die Verwendung von Samen und das Mahlen war eine uralte und wichtige Überlebenstechnik der Aborigines, die auf etwa 15.000 Jahre zurückgeht. Die europäischen Kolonisten brachten Mehl, Zucker und Tee nach Australien und handelten damit. Dadurch wurde Brot von Aborigines, Wanderarbeitern, Vieh- und Schafhütern im frühen Australien in den Aschen der Lagerfeuer gebacken. Mittlerweile geschieht dies nicht nur an Lagerfeuern, sondern auch auf heißen Platten und in Öfen.

#### Wurzeln, Zwiebeln und Knollen

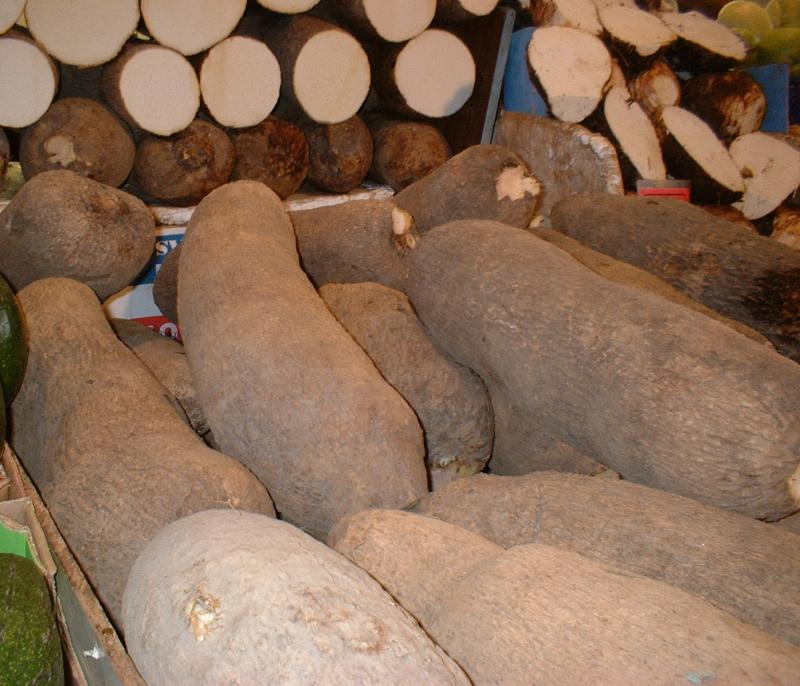
Geerntete Yams

Die Wurzeln zahlreicher Pflanzen wurden ausgegraben, entsprechend bearbeitet, roh oder gekocht gegessen. Yamswurzelgewächse wie Long Yam (Dioscorea transversa) und Round Yam (Dioscorea bulbifera) spielen im Arnhem Land, in den zentralen australischen Wüsten die Knollen von Desert Jam (Ipomoea costata), Bush Potato (Vigna lanecolata) und Wild onions (Cyperus bulbosa) und im Südosten die Knollen und Sprossen von Orchideen eine wichtige Rolle bei der Ernährung der indigenen Bevölkerung. Das Ausgraben erledigen Frauen. Kleine Yamswurzeln können roh gegessen werden, sie werden normalerweise gegart. Zum Garen von Yams graben die Frauen einen etwa 30 cm tiefen Graben aus und passen die Länge entsprechend der Anzahl der Wurzeln an. Der Graben wird mit heißer Holzkohle ausgelegt, die Knollen bzw. Wurzeln aufgelegt, nach etwa 20 Minuten Garzeit entnommen und auf Blätter gelegt. Der Geschmack entspricht etwa dem süßer Kartoffeln. Sprossen von Pflanzen werden je nach Reifegrad entweder roh oder zubereitet verspeist. Gleiches gilt auch für Sproßknollen und Zwiebeln. Bush Carrots (Abelmoschus Moschatus) sind kleine spitz zulaufende Knollen, die wie Karotten schmecken. Sie werden meist zusammen mit anderen Gemüsesorten im Erdofen gegart. Die kleinen Orchideenzwiebeln werden in allen australischen Bundesstaaten gegessen. Die Knollen von Wild Arrowrot (Tacca Leontopetaloides) wurden früher im gesamten Top End des Northern Territory häufig gegessen, heute nur noch selten. Sie erfordern eine lange und spezielle Behandlung, weil die Stärke erst aus den Knollen ausgepresst werden muss, um sie erst dann zu genießen, wenn sie nicht mehr bitter schmecken.
Die Wasserkastanie (Eleochari dulcis) wächst in den Sümpfen des Nordens. Die jungen Sproßknollen werden Ende Mai/Anfang Juni ausgegraben. die jungen Knollen können roh und die älteren Knollen geröstet gegessen werden. Die Zwiebeln und Wurzeln von Wasserlilien (Nymphaea) aus Billabongs wurden von den Aborigines vor dem Essen geröstet. Die Samenkapseln, die sich direkt unter der Wasseroberfläche befinden, können roh verzehrt werden. Die Stängel der Wasserlilien mussten zuerst geröstet werden, um sie anschließend zu kauen. Zusätzlich wehrt ein Auftrag zerriebener Blätter Blutegel ab. Diese Nahrungsmittelzubereitung wird von heute lebenden Aborigines in gleicher Weise angewendet.

#### Nüsse

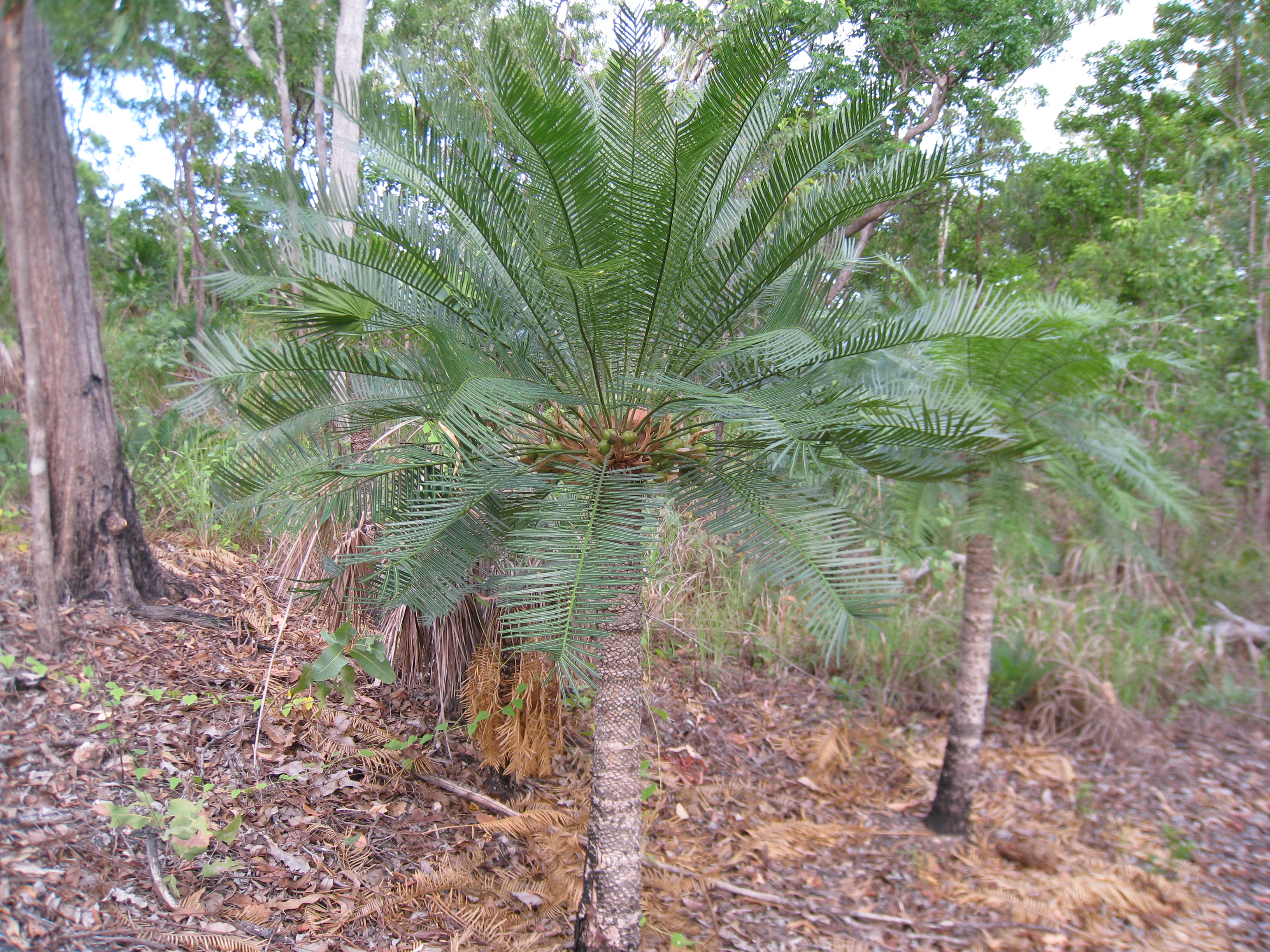
Die Palme Cycas armstrongii

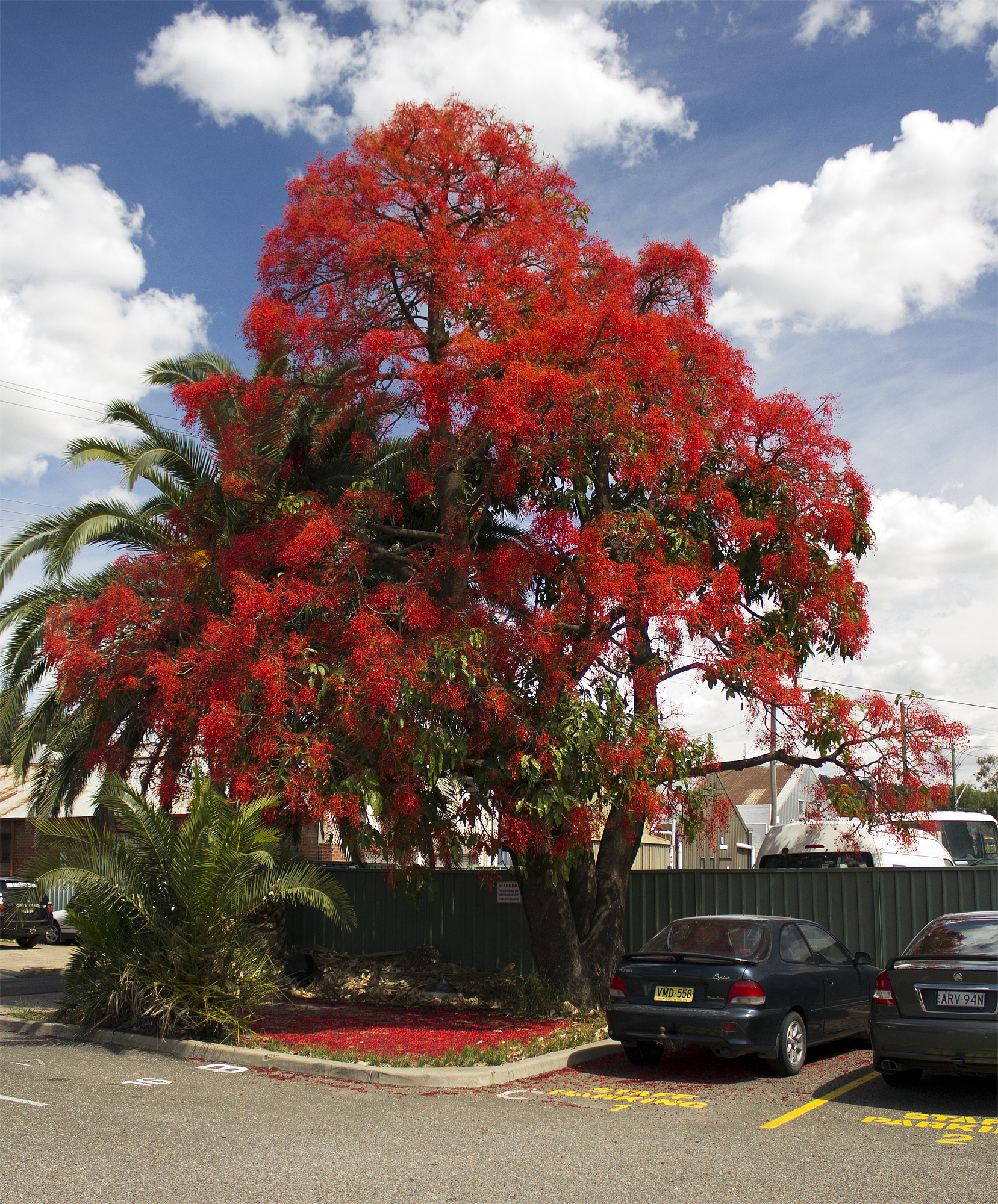
Der bis zu 45 Meter hochwachsende Baum Brachychiton acerifolius

Nüsse wachsen auf dem gesamten australischen Kontinent, beispielsweise sind zehn essbare Nusssorten in Queensland verbreitet und im Arnhem Land vier. Viele australische Nussarten sind leicht toxisch, erfordern eine aufwendige und unterschiedliche Vorbehandlung, müssen zerstoßen und das dabei entstehende Mehl ausgewaschen werden. Die im Südosten Australiens wachsenden Macrozamia-Palmen, deren Nüsse in rohem Zustand giftig sind, müssen ebenso wie die im nordwestlichen Australien reifnden Cycas-Nüsse des Cycas armstrongii, vor dem Verzehr eingeweicht werden.
Die größten Nüsse trägt der Australische Affenbrotbaum (Adansonia gregorii) in einer Größe von Emu-Eiern, die entweder roh oder in Wasser getunkt und mit Honig gesüßt gegessen wurden. Die Nüsse der Australischen Kastanie (Castanosperum Australe) müssen vor dem Genuss eingeweicht und zerstoßen werden, um sie zu Kuchen zu formen und abschließend zu rösten. Getrocknet werden die Nüsse als Rasseln bei Tänzen und auch als Totem verwendete. Die Bush Cashew Nut des Semecarpus australiensis werden vor einem Verzehr 15 Minuten zwischen Holzkohlen gegart und anschließend aufgebrochen. Die Queensland-Araukarie (Araucaria bidwillii), auch Bunya-Bunya-Tree genannt, wird bis zu 80 Meter hoch und wächst in den Bergen im südöstlichen Queensland bis in den Norden von New South Wales. Die großen Zapfen dieses Baums beinhalten zahlreiche Nüsse, die entweder roh oder gegart gegessen werden. Die Ernten sind überaus reichhaltig, sodass früher regelrechte Feste mit zahlreichen Aborigines abgehalten wurden und hierzu Aboriginesstämme aus anderen Regionen kamen. Die Kurrajong-Bäume (Brachychiton) wachsen in allen Teilen Australiens. Die Zapfen reifen jedes Jahr und tragen unzählige Nüsse, die entweder in grünem oder braunem Zustand geerntet. Die grünen Hülsen müssen zunächst in heißen Aschen gegart werden, damit sie entnommen werden können. Die Hülsen werden nicht gegessen, da sie unverdaulich und toxisch sind.
Die Macadamia-Nüsse wurden ursprünglich auf speziell dafür hergestellten Steinen bearbeitet, die mit feinen Kerben versehen waren, um sie festzuhalten. Diese Nüsse werden inzwischen weltweit gehandelt.

#### Süße Stoffe

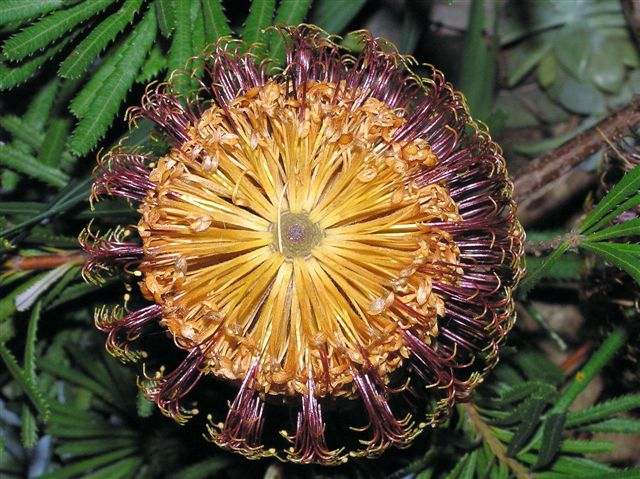
Banksia sinulosa, (Honeypots)

Süßer Nektar, Honig und essbares Gummiharz waren die vorrangigen Süßigkeiten – neben den Früchten, die die Aborigines genossen. Honig ist sogar als Ahnenwesen in ihre Traumzeit eingegangen. Er sollte nur roh genossen und durfte in manchen Regionen keinen anderen Gerichten beigemengt werden. Großen Aufwand betrieben die Ureinwohner, um Wildhonig (Buschhonig) zu sammeln oder Honigtopfameisen mit Grabstöcken nachzustellen. Das Sammeln von Honig war ungefährlich, da dieser Honig von stachellosen Bienen stammte.
Nektar wurde aus den Blüten von Callistemon, Grevilleen, Banksien und anderen Bäumen und Pflanzen entweder mit dem Mund ausgesogen oder die Blüten wurden gesammelt, um damit Getränke zu versüßen. Auf den Blättern der Rautenförmigen Eukalipten (Eucalyptus viminalis) entstehen Verletzungen der Blattoberflächen durch Insekten kleine rundliche, weiße Ansammlungen, die aufgenommen wurden und zu Klumpen geformt als Süßigkeit verspeist wurde.
Essbare süße Baumharze wurden durch Einritzen von Kerben in Erythophleum chlorostachyum (ein Myrtengewächs), Acacia- und Allocasuarina-Bäumen gewonnen, die in ganz Australien wachsen. Die Harze schmolzen auch in warmem Wasser zu Gelee. Obwohl bekannt ist, dass die Aborigines vor der Kolonisierung keine alkoholischen Getränke genossen, gibt es Berichte über die Fermentierung von Nektar und Gummiharzen zu alkoholischen Getränken, die euphorische Stimmungen vor Zeremonien bei Aborigines erzeugten.
Rohrkolbengewächse (Thyra) wachsen in den wärmeren Monaten in seichten Gewässern, die bis zu 2,5 Meter hochwachsen könne. In Victoria und New South Wales wurden die klebrigen Wurzeln geerntet und geröstet, in den sich Zucker und auch Stärke und Fasern befinden.
Die Blütenähren des Grasbaums wurden in Wasser eingeweicht und als süßes Getränk genossen.

#### Kautabak
Bei einigen Aboriginesstämmen werden auch heute noch einige Pflanzen als „einheimischer“ Tabak bezeichnet. Es sind dies Pitubi (Duboisia hopwoodii), die ein starkes Nikotin enthält und früher ein wichtiges Handelsgut war. Die zerriebene Pflanze wird mit der Asche von Akazien oder Eukalypten zu kleinen Kugeln gerollt anschließend gekaut und hat eine sehr berauschende Wirkung. Es gibt nur noch wenige Pflanzen der Arten der Nicotiana, die entweder frisch oder zerrieben mit der Asche von Mulga (Acacia aneura) zerrieben und gekaut werden. Beim Genuss entstehen innere Befriedigung und Freude.

#### Pflanzliche Heilung
Die allermeisten Pflanzen, die von den Aborigines als Busch-Heilmittel eingesetzt wurden, basierten auf überkommenen Anwendungen, die Erfolg gezeitigt hatten. Heilungen und wirkungsvolle Kuren wurden erkannt und das Wissen darüber weitergegeben. Die meisten Heil-Anwendungen erfolgten als Inhalation, Einreibung und in Form von Antiseptika. Es gab Mittel und Pflanzen, die bei Entzündungen, Verbrennungen, Verwundungen, Geschwüren, Kopfschmerzen, Husten, Erkältungen, Verstopfungen, Diarrhö und Zahnschmerzen eingesetzt wurden. Die Frauenheilkunde umfasste eigene Anwendungen und Pflanzen.

#### Bush-Tucker-Pflanzen (Auswahl)
Nachfolgend ist eine Auswahl von Bush Tucker enthalten, die vor allem in den südlich gelegenen Gebieten von Australien wachsen. Es handelt sich um Früchte von Bäumen und Gebüschen, Samen, Salatpflanzen, Gewürze, Wurzelgemüse usw. Die Auswahl stellt keinen Anspruch auf Vollständigkeit dar.
- Anise Myrtle (Syzygium anisatum)
- Boobialla (Myoporum insulare)

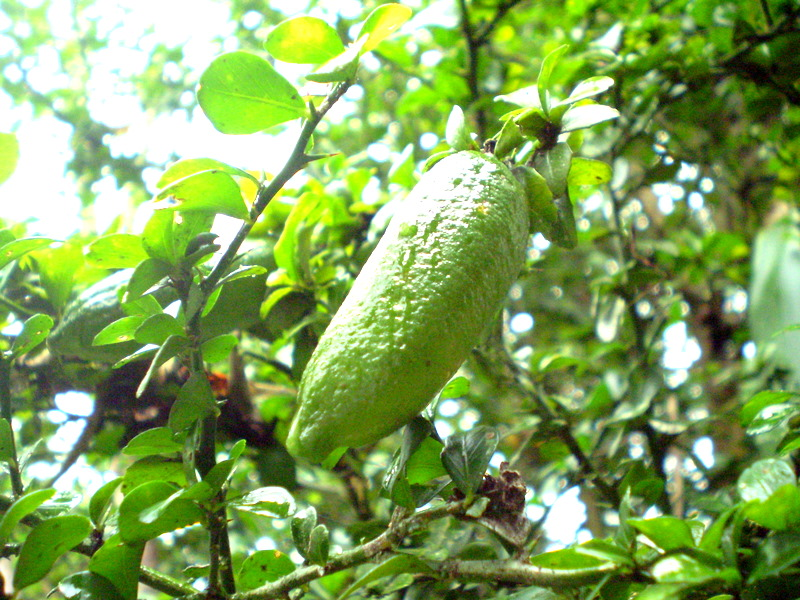
Fingerförmige Australische Limette

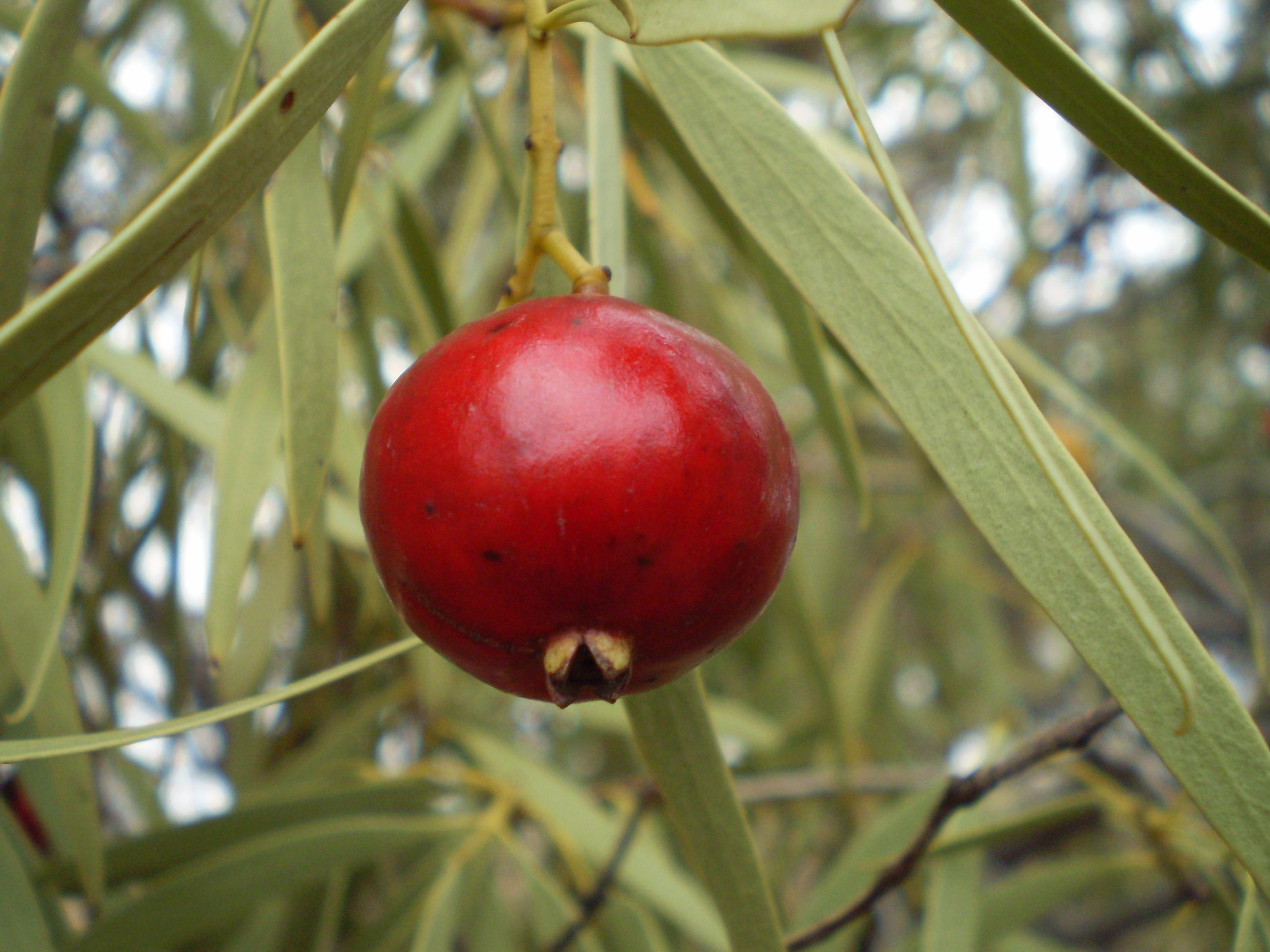
Quandong

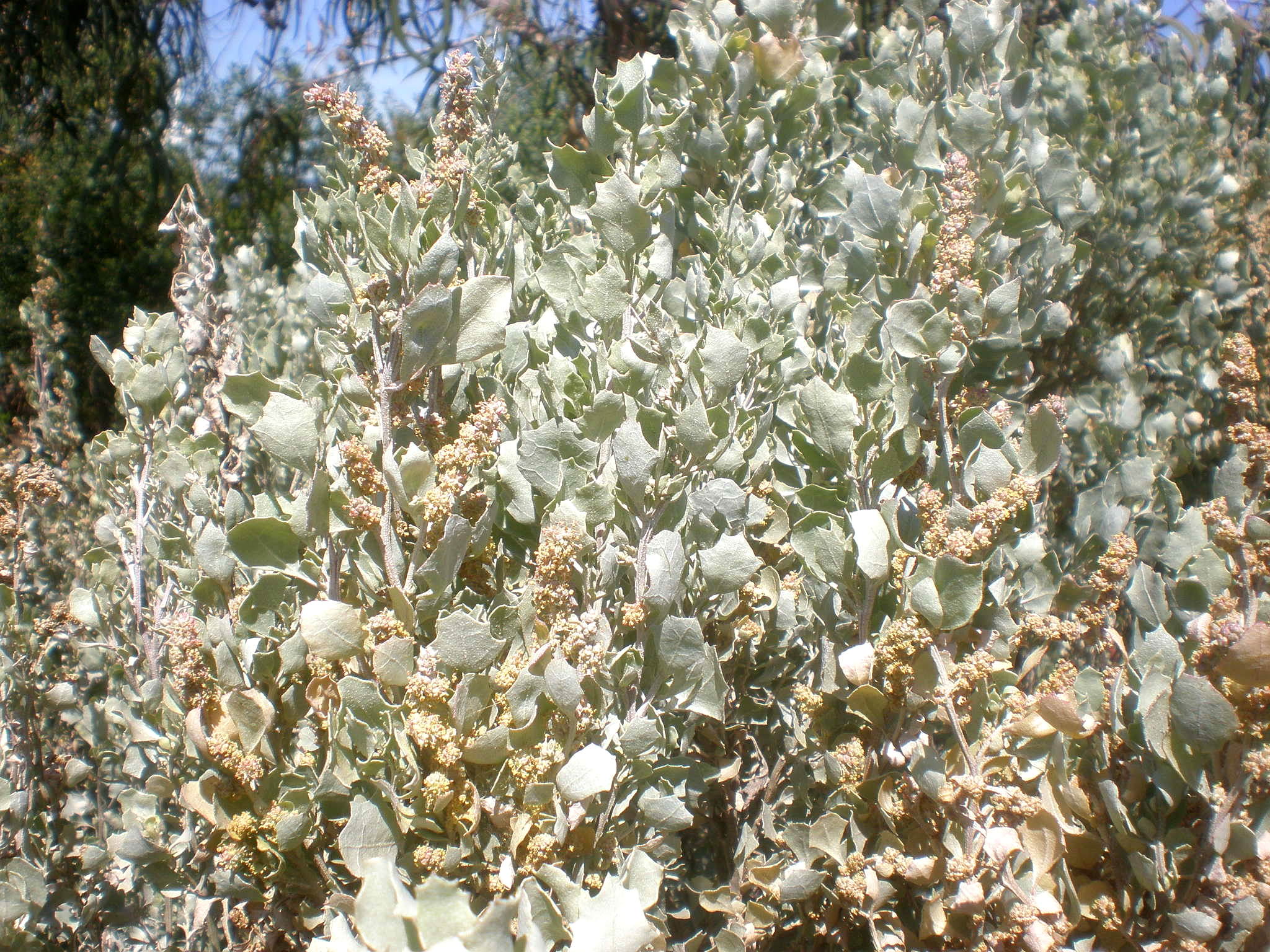
Old Man Saltbush

- Bower Spinach (Tetragonia implexicoma)
- Buschbanane (Marsdenia australis)
- Coast Beard Heath (Leucopogon parviflorus)
- Coast Wattle (Acacia sophorae)
- Coastal Saltbush (Atriplex semibaccata)
- Finger Lime (Microcitrus australasica)
- Grey Mangrove (Avicennia marina)
- Grey Saltbush (Atriplex cinerea)
- Gubinge (Terminalia ferdinandiana)
- Lemon Myrtle (Backhousia citriodora)
- Marsh Cress (Rorippa palustris)
- Midyim (Austromyrtus dulcis)
- Muntries (Kunzea pomifera)
- Nardoo (Marsilea drummondii),
- Native Currant (Carissa spinarum)
- Native White Elderberry (Sambucus gaudichaudiana)
- Nitre Bush (Nitraria billardierei)
- Old Man Saltbush (Atriplex nummularia)
- Pigface (Carpobrotus)
- Quandong (Santalum acuminatum)
- Riberry (Syzygium luehmannii)
- Ruby Saltbush (Enchylaena tomentosa)
- Samphire (Tecticornia)
- Sea Blite (Suaeda australis)
- Botany Bay Spinach (Tetragonia tetragonoides)
- Water Ribbons (Cycnogeton alcockiae)

### Sonstiges

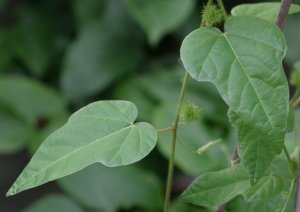
Blätter der Passiflora foetida

Tiere und Pflanzen wurden nicht nur zur Nahrung verwendet, sondern auch zur Körperpflege, neuerdings sogar zur Parfüm-, Medizin- und Ölherstellung, des Weiteren früher zur Betäubung der Emus auf der Jagd.
Aus Tieren wurden von den Aborigines Öle gewonnen, die ihre Haut weich und glänzend erhalten sollten. Im Arnhem Land und auf der Cape-York-Halbinsel nahmen sie hierfür Dugong-Öl und Schildkröten-Öl und in den australischen Wüsten Waran-Öl. Diese Öle wurden über den gesamten Körper und auch über das Kopfhaar verteilt.
Seifen wurden aus Blättern von Pflanzen hergestellt wie aus den Blättern der Kletterpflanze Passiflora foetida und aus Alphitonia Excelsa, einem kleinen Baum.
Heute (2020) finden beispielsweise die Blätter verschiedener Pflanzen Verwendung als Parfüm wie die des Sandalwood Australia (Santalum spicatum) und der White Cypress (Callitris glaucophylla). Es gibt weitere zahlreiche Anwendungen der australischen Pflanzen in der Medizin und im Haushalt.
Die Pflanze Dubiosia hopwoodii lieferte narkotisierende Blätter, die in Wasserlöcher geworfen wurden, um trinkende Emus zu betäuben. Emus sind sehr schnell, angriffslustig und deswegen schwer zu jagen. Wenn sich die Emus nach der Wasseraufnahme langsam und wie betrunken schwankend entfernten, konnten sie leicht erlegt werden. Die Wasserstellen blieben zwar bis zum nächsten Regen giftig, aber danach können sie wieder als Trinkwasserquellen genutzt werden.

## Neuere Entwicklungen
Als Bush Food wird in Australien die Nutzung ausschließlich einheimischer Pflanzen und Tiere bezeichnet. Der Begriff hatte bis etwa 1990 eine negative Konnotation. Heute werden die Pflanzen und die Zubereitungsarten der traditionellen Küche der Aborigines wiederentdeckt oder abgewandelt. In Gourmet-Restaurants und Hotels finden sich Speisen, Gewürze und Soßen auf Speisekarten, die auf Traditionen der Aborigines zurückgehen.
Da das Essen traditioneller Nahrungsmittel und Pflanzen derzeit eine Renaissance erlebt, gibt es ein Hinwenden auch auf das Wissen der Aborigines. So wendet sich beispielsweise die Firma von Vic Cherikoff der Gewinnung australischer Pflanzen und Gewürzen zu und vermarktet diese.
Im Jahr 2019 wurde berichtet, dass es insgesamt etwa 6.500 essbare Pflanzen in Australien gibt und lediglich 20 davon in größerem Umfang mit einem Volumen von 20 Millionen Australischen Dollar gehandelt werden. In diesem industriellen Bereich der Ernährung arbeiten allerdings bislang lediglich ein Prozent Aborigines.

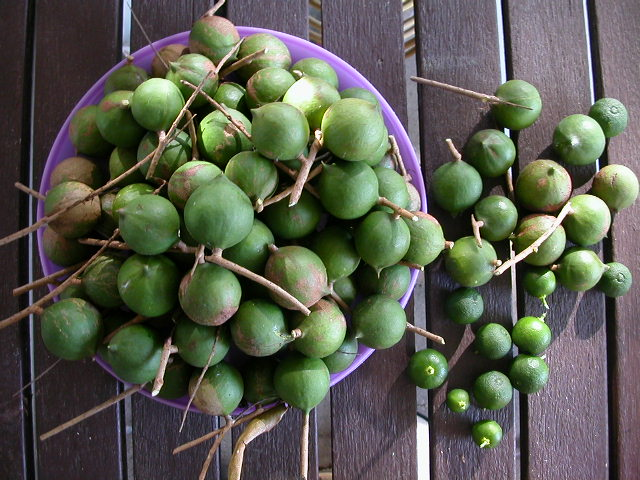
Macadamia-Nuss

Für die Nutzung australischer Pflanzen gibt es zahlreiche Beispiele: Die Macadamia-Nuss war im Jahr 2017 weltweit mit 2,9 Milliarden US-Dollar Umsatzvolumen der größte Markt von Bush Tucker. Dieser Markt wird nach Prognosen bis ins Jahr 2024 auf ein Volumen von 4,5 Milliarden US-Dollar anwachsen. Der Samen der Akazie Wattleseed wird als Gewürz verwendet und wurde früher zu einem Samenkuchen (Busch-Brot) gebacken, die Gubinge dient pulverisiert als Gewürz, Botany Bay spinach ist eine Art Spinat, der auch als homöopathisches Mittel verwendet wird, Quandong wird als Frucht gereicht. Wildlimonen garnieren Gerichte. Australische Buschteeblätter helfen nicht nur gegen Durst, sondern auch bei Atemwegsproblemen. Die australische Buschpflaume ist die Pflanze, die sicherlich den höchsten Anteil an Vitamin C enthält, 50-mal so viel wie Orangen. Diese Pflanzen sind den Aborigines seit langem bekannt und wurden von ihnen verwendet. Heute werden sie in gehobenen Restaurants in aller Welt angeboten. Aber auch Supermarktketten bieten unter dem Begriff bush tucker in der mittleren Preislage Bush Food für Touristen an und verkaufen traditionelle Gewürze und Öle.